# Сива лисица
Сивата лисица (Urocyon cinereoargenteus) е бозайник от разред Хищници.

## Физическа характеристика
Сивите лисици достигат дължина около 80 – 112 cm. Опашките им са с дължина 275 – 443 mm. Тежат 3,6 – 6,8 kg. Мъжките са малко по-едри от женските. 

## Разпространение
Разпространена е в централната част на Северна Америка, Централна Америка и северната част на Южна Америка. Сивата лисица е сред най-често срещаните видове лисици в Северна Америка.

## Начин на живот и хранене
Ловуват самостоятелно и са всеядни. Освен зайци, полски мишки, птици и други дребни животни, ядат също и плодове. Умеят да се катерят по дърветата.

## Размножаване
Сивите лисици са моногамни. Раждат се от 1 до 7 малки, които започват да ловуват с родителите си на 3-месечна възраст.